# Ida Kamińska
Ida Kamińska   (Odessa, 18 de setembre de 1899 - Nova York, 21 de maig de 1980) fou una actriu polonesa Coneguda principalment pel seu treball al teatre, era filla d'Avrom Yitshok Kaminski (Abraham Isaac Kaminski) i Ester Rachel Kamińska, coneguda com la Mare de l'etapa jueva. El Teatre Jueu a Varsòvia, Polònia rep el seu nom en el seu honor. En la seva llarga carrera, Kamińska va produir més de 70 obres i va actuar en més de 150 produccions. També va escriure dues obres de teatre pròpies i va traduir moltes obres en yiddish. La Segona Guerra Mundial va interrompre la seva carrera, i més tard va emigrar als Estats Units on va continuar actuant. El 1967, es va dirigir en el paper principal de Mother Courage and Her Children a Broadway. El 1973, va publicar la seva autobiografia, titulada My Life, My Theater.

## Filmografia
- 1912: Mirele Efros d'Andrzej Marek: Szlojmele.
- 1913: Gots shtrof d'Abraham Izaak Kamińesquí.
- 1924: Tkies khaf de Zygmunt Turkow: Rachel Kronenberg.
- 1939: On a heym d'Aleksander Marten: Baix Szewa.
- 1948: Ulica graniczna d'Aleksander Ford: Helena.
- 1965: Obchod na korze de Ján Kadár i Elmar Klos: Rozalie Lautmann.
- 1970: The Angel Levine de Ján Kadár: Fanny Mishkin.

## Premis i nominacions

### Nominacions
- 1967: Oscar a la millor actriu per Obchod na korze.
- 1967: Globus d'Or a la millor actriu dramàtica per Obchod na korze.